# Psyche (Storm)
Psyche ist der Titel einer Novelle Theodor Storms, die im Oktober 1875 in der fünften Ausgabe der Deutschen Rundschau im Verlag der  Gebrüder Paetel veröffentlicht wurde. Die erste Buchausgabe erfolgte ein Jahr später zusammen mit den Novellen Ein stiller Musikant und Im Nachbarhause links. 
Seit der Bildhauer Franz die junge Maria aus den stürmischen Fluten der Nordsee gerettet hat, lässt ihn das Erlebnis nicht mehr los. Anfangs führt es zu Schamgefühlen und einem Vermeidungsverhalten, inspiriert ihn dann aber zu einer eindrucksvollen Skulptur. Schließlich sieht er seine Muse bei einer Kunstausstellung wieder und schwört ihr ewige Treue.
Die Erzählung geht auf eine Zeitungsmeldung über einen Badeunfall zurück. Nicht nur der Titel, sondern auch weitere Stellen des Werkes verweisen auf Figuren der griechischen und römischen Mythologie.

## Inhalt
An einem stürmischen Sommertag will die Badefrau Kathi von ihrem Schuppen aus nach Hause gehen, als sich über den Deich zwei junge Männer nähern und sich auf dem Badefloß niederlassen. Kurz darauf findet sich die junge Maria bei ihr ein. Die alte Kathi, ehemals das Kindermädchen ihrer Mutter, warnt sie davor, bei dem starken Wind in die Nordsee zu gehen. Das übermütige Mädchen wagt sich dennoch ins Wasser, da dies doch eine „Lust“ sei: 
Der Fisch und der Vogel

Der Wind und die Wellen

Sind alle meine Spielgesellen!
In der Nähe unterhalten sich die beiden Männer, der Bildhauer Franz und der Jurist Ernst, und blicken auf das stürmische Meer. Da sieht Franz, wie eine junge Frau mit den Fluten kämpft und zu ertrinken droht. Ernst will ihr beistehen, doch Franz, der bessere Schwimmer, eilt ihr zu Hilfe und rettet sie aus dem wilden Meer. 
Als die „Mädchenknospe“ wieder zu sich kommt, erinnert sie sich an einen schönen Mann, der sie nach ihrer Rettung „in Angst und Zärtlichkeit“ ansah.
Nach dem Vorfall vermeiden Maria und Franz zunächst den weiteren Kontakt und ziehen sich in die Häuser der Eltern zurück. Ein Grund dafür sind ihre Schamgefühle, da das Mädchen bei der Rettung nackt war.
Der Künstler wird von dem Erlebnis verfolgt. Nachdem er ein halbes Jahr später in einem Brief etwas über die „junge Dame […] kühn wie ein Knabe, zart wie ein Schmetterling“ gelesen hat, denkt er an die „arme Psyche“ und erinnert sich, wie Apuleius sie in seinem Roman Metamorphosen geschildert hat. Der Gott des Stromes habe sie emporgetragen und „auf die blühenden Kräuter seines Ufers“ gelegt.
Im weiteren Verlauf hilft das Ereignis dem Bildhauer über eine Schaffenskrise hinweg, die ihn an die Nordsee zu seinem Freund Ernst geführt hat. Er kann es in einer Marmorgruppe verarbeiten, die er Die Rettung der Psyche nennt. Die Skulptur zeigt, wie ein junger Flussgott das schöne Mädchen in seinen Armen hält. 
Bei einer Kunstausstellung in der Hauptstadt zieht das Werk die Blicke auf sich. Fortwährend fragen sich die Bewunderer, wie es entstanden ist. Einige vermuteten, der Künstler habe das Motiv während seines Aufenthalts in Rom aufgegriffen oder weisen auf Ähnlichkeiten mit der Figur des Gottes hin.
Bevor Franz zu einer Erholungsreise in den Spreewald aufbricht, geht er noch einmal in das Akademiegebäude. Dort trifft er auf Maria, die wie gebannt vor der Skulptur steht. Sie erblicken einander und schwören sich ewige Treue.

## Entstehung
Wie Storm gegenüber Julius Rodenberg angab, wurde er durch eine Zeitungsnotiz zu der Novelle angeregt. Nach dem Bericht erhielt „ein Secundaner“ eine Rettungsmedaille, „weil er ein Mädchen […] aus dem Wasser geholt“ hatte. Anders als die Protagonistin in seiner Novelle sei die Gerettete allerdings wohl „anständig bekleidet“ gewesen.
Etwa Anfang März 1875 begann Storm mit der Niederschrift der Erzählung. Am 17. März kündigte er dem Verleger Paetel das Werk mit den Worten an, er „schreibe jetzt an einer neuen Novelle ›Psyche‹, die, wenn sie mir demnächst gefällt, der ›Rundschau‹ nicht vorbeigehen“ solle. Kurz darauf schrieb er Paul Heyse, dass sich sein Werk „bist jetzt recht hübsch“ entfalte. Allerdings ging ihm die Arbeit nicht leicht von der Hand.
Mit einigen Szenen hatte er Schwierigkeiten. So wusste er nicht, wie man gewisse künstlerische Tätigkeiten im Atelier des Bildhauers formuliert oder wie Plastiken modelliert werden. Er wandte sich an den Illustrator Hans Speckter und fragte ihn in fünf Punkten nach Details wie der Töpferscheibe oder der Beschaffenheit von Gips und Ton. Speckter beantwortete alle Fragen und fügte dem Schreiben noch Anmerkungen sowie Illustrationen des mit ihm befreundeten norwegischen Bildhauers Ross hinzu.
Storm konnte die Hinweise verwerten und die Werkzeuge des Bildhauers, wie etwa die Modellierscheibe und das Modellierhölzchen, ebenso beschreiben wie die „übermenschliche Gestalt einer nordischen Walküre.“ In dem Brief an Heyse klagte er über weitere Probleme. So musste er die letzte Szene mehrfach umschreiben, wodurch seine „sonst so ziemlich dauerhaltige Selbstkritik etwas abgestumpft“ sei und sich an einigen Stellen „Unebenheiten“ ergeben hätten. Es sei leichter gewesen, „die Keuschheit der Linie festzuhalten“, als „durch den Engpaß zwischen dem Erhabenen“ und dem „Lächerlichen glücklich hindurch zu führen.“ Am 25. April sandte Storm das Manuskript an den Verlag, dem er zugleich mitteilte, unter welchen Bedingungen die Erzählung in der Deutschen Rundschau veröffentlicht werden könne. Kurz darauf schrieb er Ludwig Pietsch, ihm komme es vor, als könne er nun „die Poesie […] kommandieren.“

## Hintergrund
Für die Erzählung griff Storm auf Werke antiker Schriftsteller zurück. So verarbeitete er das Sujet von Amor und Psyche, das Apuleius in dem Roman Metamorphosen aufgegriffen hatte, der auch unter dem Titel Der goldene Esel bekannt ist. Zu weiteren Gestalten gehört die Gottheit Fama, die im zwölften Buch von Ovids Metamorphosen eine Rolle spielt.
Bei der Nacherzählung von Amor und Psyche, deren Struktur der Bildhauer in einem inneren Monolog wiederholt, orientierte sich Storm an Heinrich Wilhelm Stolls Die Sagen des classischen Alterthums aus dem Jahre 1862. Dabei wich er von der Vorlage ab, denn anstatt sich mit Amor zu identifizieren, versetzt Franz sich in die Rolle des Flussgottes und lehnt es ab, das Mädchen an den Gott der Liebe auszuliefern.
Viele Briefe Storms zeigen, dass er sich sehr für Bildhauerei interessierte. So rühmte er gegenüber Ludwig Pietsch die Hamburger Schillerstatue, die 1866 vollendet und ursprünglich vor der Kunsthalle errichtet worden war. Während seiner Reise zu Iwan Turgenew hielt er sich vorübergehend in Frankfurt am Main auf, wo er im Städelschen Kunstinstitut Johann Heinrich Danneckers Skulptur Ariadne auf dem Panther bewunderte. Zwar sind seine Eindrücke nicht überliefert; es scheint aber, dass Psyche von ihnen geprägt wurde.
Das Werk wurde in den vergangenen Jahren mehrfach untersucht. Während es lange Zeit als Storms Wendung gegen den Klassizismus und Bekenntnis für die „Begegnung mit dem Empirismus“ interpretiert wurde, knüpft die jüngere Forschung am Aspekt der Pädophilie an. Neben Beschreibungen des kindlichen Körpers ist auffällig, wie die Unschuld der Figur Maria aufrechterhalten werden soll. So spricht der Bildhauer sie nicht mit ihrem bürgerlichen Namen, sondern mit „Psyche“ an. Laut Philipp Hubmann verwendet er den Titel eines Kunstwerks, um den „Zustand der weiblichen Schwäche“ zu fixieren. Der Erzähler beschreibt sie an mehreren Textstellen zudem pleonastisch als eine „Mädchenknospe“.
Heinrich Detering sprach im Zusammenhang mit Storms Lyrik erstmals ausdrücklich von möglicher Pädophilie. Bereits zuvor waren Vorbehalte gegenüber den erotischen Gedichten Storms geäußert worden. Fritz Böttger schrieb 1959, „der Zeiger der Stormschen Wünsche“ sei von Anfang an „auf Verwirklichung“ ausgerichtet gewesen. Im Anschluss an Deterings Einschätzung verbreitete sich in den jüngeren Debatten der Eindruck, dass sich dieses Motiv in allen Texten Storms finde.

## Deutungsansätze und Rezeption
Franz Stuckert wertete die Novelle als „griechischen Augenblick Storms“, eine Einschätzung, die durch den häufigen Bezug auf die Antike gerechtfertigt zu sein scheint. Die insgesamt 15 Verweise auf diese Epoche führen zu unterschiedlichen Interpretationsansätzen.
Mit der Antike wird zunächst die klassische Ästhetik vorgestellt, die Franz, der „erst vor einem Vierteljahre aus Italien und Griechenland“ nach Deutschland zurückgekehrt ist, studiert hat. Anfangs vertritt er noch eine formale, imitatorische Kunstauffassung. Schließlich verarbeitet er die folgenschwere Begegnung mit dem unbekannten Mädchen in seiner Skulptur, womit er sich von dem klassizistischen Kunstideal löst. Dies führt auch zu Kritik, indem man ihm vorhält, er habe die Marmorgruppe „zu naturalistisch“ angelegt.
Neben dieser programmatischen Kehrtwende zeigt die Novelle einen geschlechtsspezifischen Perspektivwechsel. In dem Gespräch der Männer auf dem Badefloß wird die übermütige Maria zunächst mit Leuukothea verglichen, die nach Homers Epos Odyssee den Helden Odysseus aus den Fluten rettete. Nach den dramatischen Ereignissen legt die Novelle das Mädchen hingegen auf die Rolle der Psyche fest, die seit den Metamorphosen des Apuleius Liebe und Jugend versinnbildlicht.
Schließlich kann die Novelle auch kulturkritisch gedeutet werden: Der idealisierten Nacktheit in griechischen und römischen Kunstwerken wird die „Restriktivität der bürgerlichen Geschlechter- und Verhaltensnormen“ gegenübergestellt. Den strengen Moralvorstellen sei zunächst auch der Bildhauer Franz unterworfen. Storms Adaption von Amor und Psyche wende sich von der kulturell bedingten Schamhaftigkeit ab.
Gerhard Neumann sieht in Psyche eine „Pendant-Geschichte“ zur früheren Novelle Auf dem Staatshof, in der es ebenfalls um einen Wasserunfall geht. Beide Erzählungen werden von einer älteren und lebenserfahrenen Person vorgetragen, die allerdings jede „hermeneutische Verantwortung“ ablehnt. Die Handlung werde mit zwei Heterotopien der Gründerzeit institutionell eingebettet. Einerseits mit dem Seebad, andererseits mit der Kunstausstellung, die „der Verwaltung kultureller Güter und Werte“ diene.
Die Novelle wurde recht unterschiedlich beurteilt. Paul Heyse monierte, Storm habe mit der Novelle zwar angefangen, sie aber nicht wirklich abgeschlossen. Das Motiv der Rettung durch den Schwimmer basiere „ausschließlich auf dem Gefühl der Schamhaftigkeit“ und sei daher nicht günstig. Wie könne ein „ohnmächtig den Wellen entrissenes junges Ding gerade eine Bildhauerseele so mächtig entzünden, die ja mit ganzer Nacktheit vertraut ist?“
Für Regina Fasold ist Psyche gegenüber der ein Jahr später veröffentlichten Novelle Aquis submersus ein „ausgesprochen schwacher“ Text. Michael Wetzel ordnet die Novelle in die Literatur des ausgehenden 18. und beginnenden 19. Jahrhunderts ein: Spätestens seit Goethes Figur der Mignon seien immer wieder Kindfrauen dargestellt worden.